# Paratropis tortue
Espèce
Paratropis tortue est une espèce d'araignées mygalomorphes de la famille des Paratropididae.

## Distribution
Cette espèce est endémique de Guyane. Elle se rencontre vers Régina.

## Description
Le mâle holotype mesure 11,2 mm.

## Systématique et taxinomie
Cette espèce a été décrite par Sherwood, Lucas et Brescovit en 2023.

## Étymologie
Son nom d'espèce lui a été donné en référence au lieu de sa découverte, les Petites Montagnes Tortue.

## Publication originale
- Sherwood, Lucas & Brescovit, 2023 : « Paratropis tortue sp. nov., a new species of mud spider from French Guiana (Araneae: Paratropididae). » Faunitaxys, vol. 11, no 10, p. 1-3 (texte intégral).